# Protoptila voluta
Protoptila voluta är en nattsländeart som beskrevs av Oliver S. Flint Jr. 1991. Protoptila voluta ingår i släktet Protoptila och familjen stenhusnattsländor. Inga underarter finns listade i Catalogue of Life.